# Voices (Damiano David)
Voices è un singolo del cantautore italiano Damiano David, pubblicato il 2 maggio 2025 come quarto estratto dal primo album in studio Funny Little Fears.

## Descrizione
Il brano, scritto dallo stesso cantautore con Castle, Cleo Tighe, John Hill e Sammy Witte, è prodotto da questi ultimi due e ha anticipato l'uscita dell'album Funny Little Fears, pubblicato il 16 maggio 2025.

## Video musicale
Il videoclip è stato pubblicato il 16 maggio 2025 sul canale YouTube del cantante.

## Tracce
Testi e musiche di Damiano David, Castle, Cleo Tighe, John Hill e Sammy Witte.
1. Voices – 3:32